# Côte-d'Or
Côte-d'Or (21) is een Frans departement.

## Geschiedenis
Het departement was een van de 83 departementen die werden gecreëerd tijdens de Franse Revolutie, op 4 maart 1790 door uitvoering van de wet van 22 december 1789, uitgaande van een deel van de provincie Bourgondië.

## Naam
Hoewel de naam het anders doet vermoeden, ligt dit departement niet aan de kust. De term 'côte' doelt op het reliëf en is verwant met de geologische term cuesta (reliëfvorm). Die naamgeving herkennen we ook in de wielersport, waar kleine hellingen 'côtes' genoemd worden. Binnen het departement ligt de gelijknamige cuesta Côte d'Or, waar zich ook een wijngebied bevindt.
Het deel 'or' is geïnspireerd door de gouden kleuren van de wijngaarden die in deze streek van de Bourgogne in de herfst kenmerken.
De naam werd in 1789 voorgesteld door Charles-André-Rémy Arnoult, lid van de Nationale Grondwetgevende Vergadering.
De poëtische bijklank van de benaming 'Côte-d'Or' inspireerde meer dan een eeuw later de Franse dichter Stephen Liégeard om een deel van de Franse Middellandse Zeekust 'Côte d'Azur' te noemen.

## Geografie
Côte-d'Or is omgeven door de departementen Yonne, Nièvre, Saône-et-Loire, Jura, Haute-Saône, Aube en Haute-Marne.
Côte-d'Or bestaat uit de drie arrondissementen:
- Beaune
- Dijon
- Montbard

Côte-d'Or heeft 23 kantons:
- Kantons van Côte-d'Or

Côte-d'Or heeft 706 gemeenten:
- Lijst van gemeenten in het departement Côte-d'Or

## Demografie
De inwoners van Côte-d'Or heten Côte-d'Oriens.

### Demografische evolutie sinds 1962
Bron: Recensement Populaire INSEE - 1962 tot 1999 population sans doubles comptes, nadien Population Municipale
| Naam       | Index 1962 | Index 1968 | Index 1975 | Index 1982 | Index 1990 | Index 1999 | Index 2008 | Index 2019 |
| ---------- | ---------- | ---------- | ---------- | ---------- | ---------- | ---------- | ---------- | ---------- |
| Côte-d'Or  | 100,0      | 108,6      | 117,6      | 122,1      | 127,3      | 130,7      | 134,5      | 137,5      |
| Frankrijk* | 100,0      | 107,1      | 113,3      | 117,0      | 121,9      | 126,0      | 133,8      | 140,1      |

Frankrijk* = exclusief overzeese gebieden
| Naam       | Inw./Km² 1962 | Inw./km² 1968 | Inw./km² 1975 | Inw./km² 1982 | Inw./km² 1990 | Inw./km² 1999 | Inw./km² 2008 | Inw./km² 2019 |
| ---------- | ------------- | ------------- | ------------- | ------------- | ------------- | ------------- | ------------- | ------------- |
| Côte-d'Or  | 44,3          | 48,1          | 52,0          | 54,0          | 56,4          | 57,8          | 59,5          | 61,0          |
| Frankrijk* | 84,2          | 90,1          | 95,4          | 98,5          | 102,7         | 106,1         | 112,7         | 119,7         |

Frankrijk* = exclusief overzeese gebieden
Bron: Recensement Populaire INSEE - 1962 tot 1999 population sans doubles comptes, nadien Population Municipale
Op 1 januari 2022 had Côte-d'Or 537.577 inwoners.

### De 10 grootste gemeenten in het departement
| Nr. | Gemeente               | Aantal inwoners (2022) |
| --- | ---------------------- | ---------------------- |
| 1   | Dijon                  | 159.941                |
| 2   | Beaune                 | 20.233                 |
| 3   | Chenôve                | 14.299                 |
| 4   | Talant                 | 11.986                 |
| 5   | Chevigny-Saint-Sauveur | 10.895                 |
| 6   | Fontaine-lès-Dijon     | 9.032                  |
| 7   | Quetigny               | 8.897                  |
| 8   | Longvic                | 8.787                  |
| 9   | Auxonne                | 7.592                  |
| 10  | Saint-Apollinaire      | 7.517                  |

## Afbeeldingen

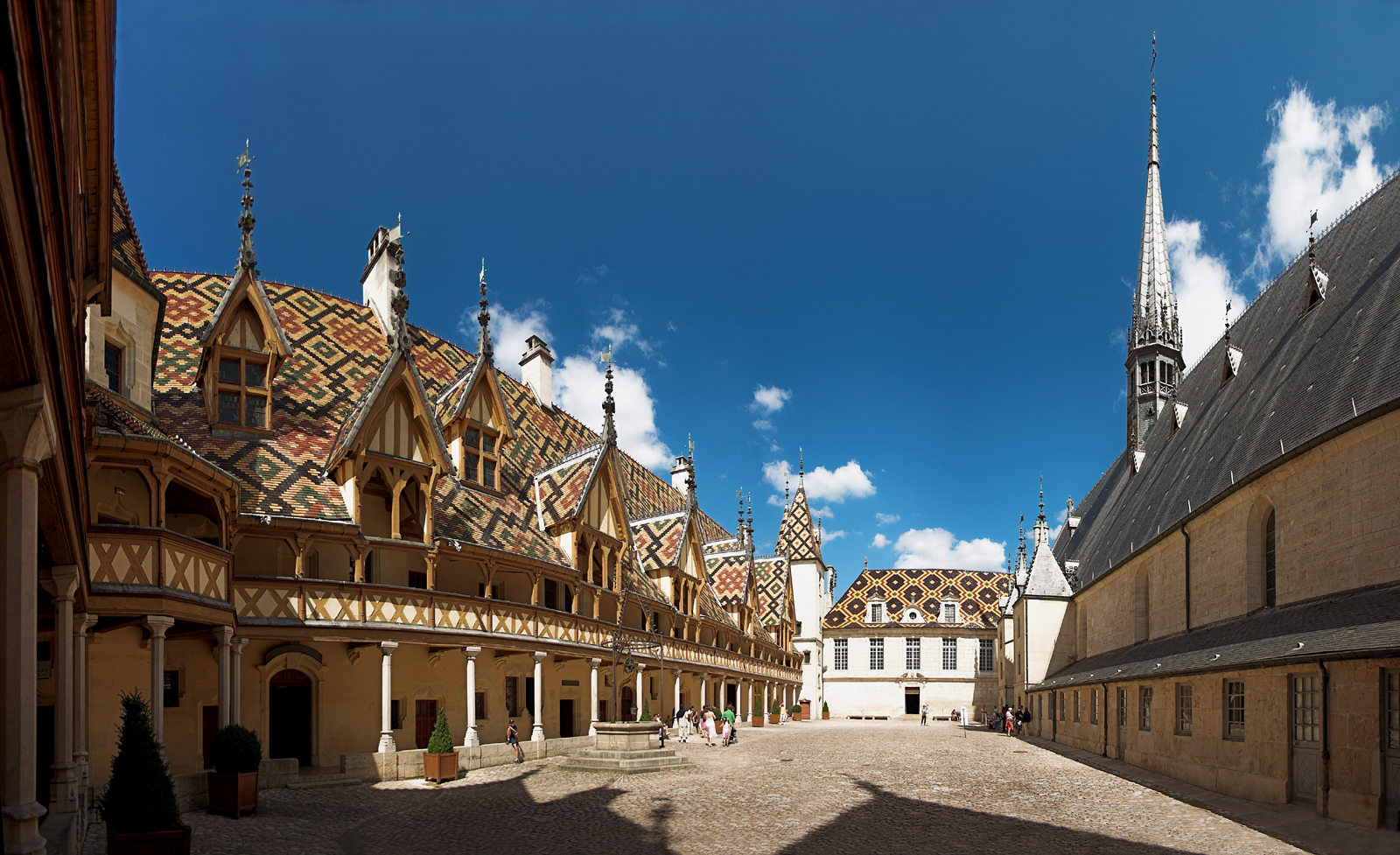
Hôtel-Dieu, Beaune
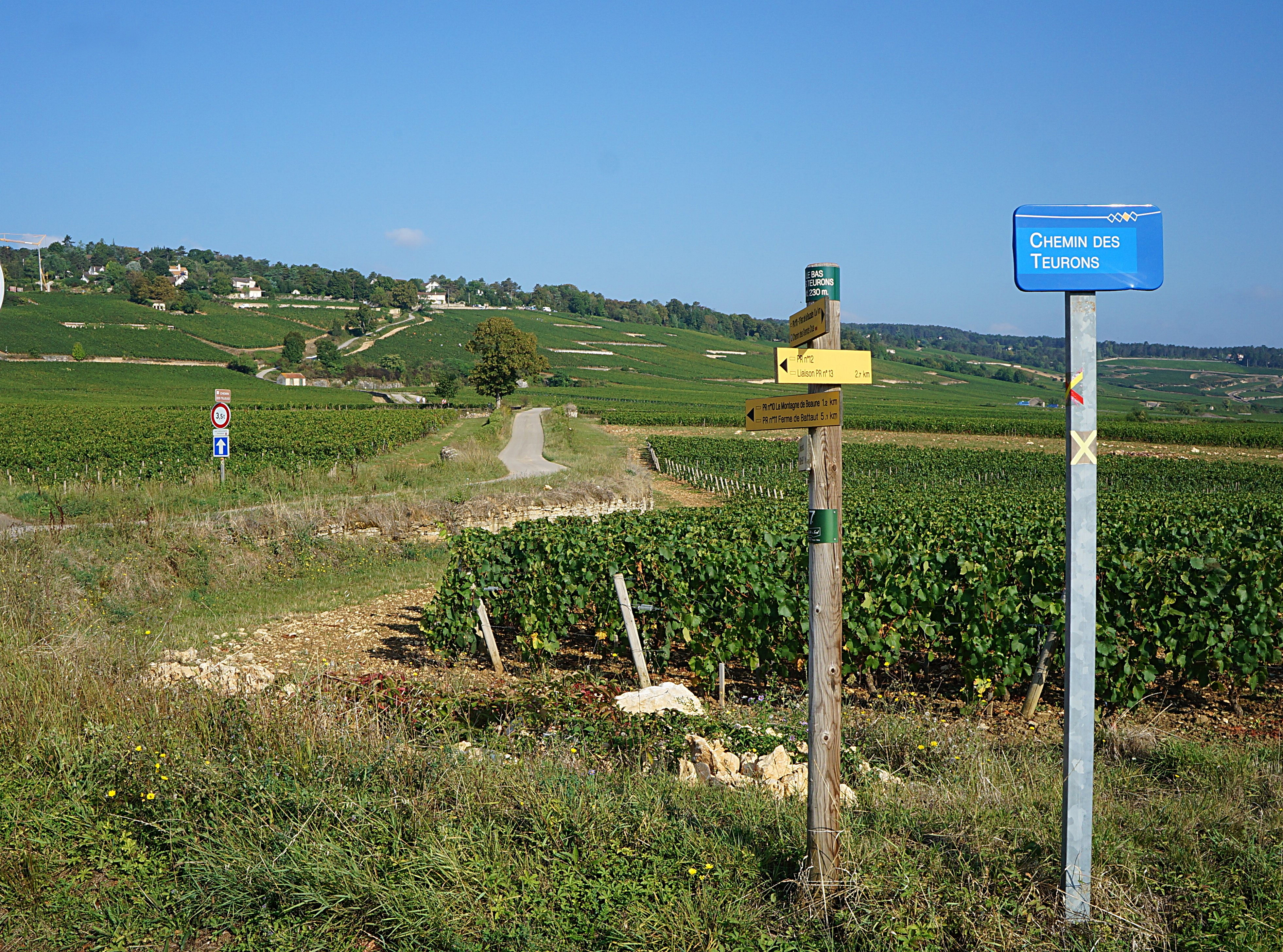
Wijngaarden bij Beaune, langs de GR76A
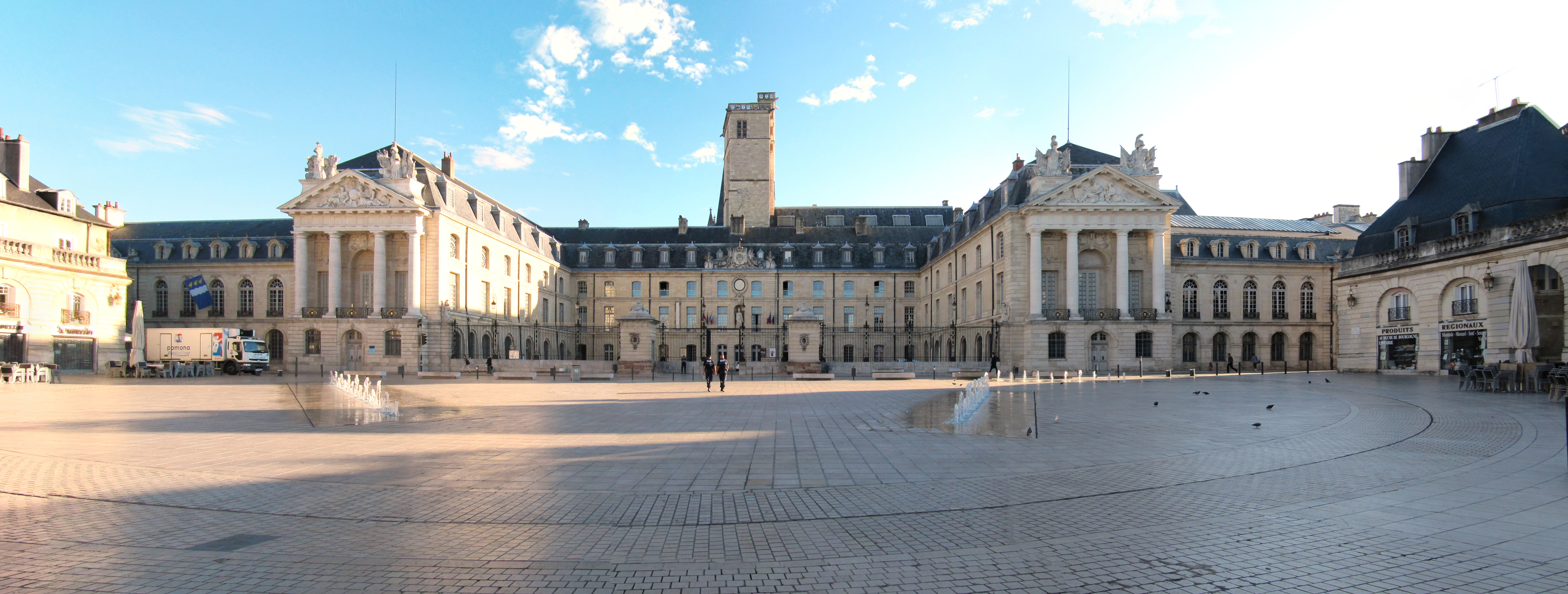
Palais des Ducs de Bourgogne, Dijon